# 前田正博 (官僚)
前田 正博（まえだ まさひろ、1944年（昭和19年）2月4日 - ）は、日本の通産官僚。元通商産業省通商政策局次長。

## 略歴
- 福岡県立小倉高等学校卒。
- 東京大学経済学部卒。
- 1966年（昭和41年）4月：通商産業省入省。同期に、広瀬勝貞、林康夫、姉崎直己（日本自動車輸入組合副理事長、日本航空宇宙工業会専務理事）、工藤尚武（科技庁振興局長）、工藤冨之（北海道通商産業局長、石油産業活性化センター専務理事）、石黒正大（東京ガス副社長執行役員）などがいる。
- 中小企業庁計画部振興課長。
- 通商産業省貿易局為替金融課長。
- 通商産業省産業政策局産業構造課長。
- 1991年（平成3年）7月：茨城県副知事。
- 1994年（平成6年）2月：通商産業省通商政策局次長。
- 1994年（平成6年）6月：日本銀行政策委員。
- 1997年（平成9年）6月：株式会社日立製作所入社。
- 1999年（平成11年）4月：株式会社日立製作所常務。
- 2001年（平成13年）6月：株式会社日立製作所上席常務。
- 2003年（平成15年）6月：株式会社日立製作所理事･上席常務。
- 2004年（平成16年）6月：株式会社日立システムアンドサービス取締役会長。
- 2005年（平成17年）6月：日本サーボ株式会社社外取締役。
- 2007年（平成19年）6月：株式会社日立国際電気取締役。
- 2008年（平成20年）7月：独立行政法人中小企業基盤整備機構理事長。